# Duško Jeličić
Duško Jeličić (Zagreb, 12. kolovoza 1946.) hrvatski je pjevač iz Opatije, osnivač, tekstopisac i pjevač sastava Bonaca, otac Ča-vala i pokretač opatijske Balinjerade.

## Životopis
Otac Duška Jeličića bio je iz Selca, a majka je bila rođena Zagrepčanka te je to glavni razlog da se rodio u Zagrebu, na Trnju. Djetinjstvo je proveo u Splitu, a odrastao je u Opatiji, gdje je postao legenda. Predsjednik je HGU Podružnica Rijeka.

## Bonaca
Ča-val grupa “Bonaca”, osnovana je krajem 1976. god i do današnjih dana djeluje u gotovo nepromijenjenom sastavu.
- Edi Lazarić – klavijature
- Silvana Jeličić – vokal, klavijature
- Duško Jeličić – vokal

Sastav 1977. g. snima singl ploču “Opatijo,Opatijo” i “Mačak z Voloskega”, a kasnije i album “Pod Učkun” i “Ma va srce si mi ti”.
Značajno je spomenuti i glazbenu suradnju koju je grupa ostvarila s Ivom Robićem, Đurđicom Barlović, Puhačkim orkestrom Lovran, Draženom Turinom - Šajetom i ostalima. Njegova pjesma "Beli, Cres i Lubenice" najizvođenija je pjesma popularne emisije "Glista" HR Radio Rijeke na čijoj je top listi bila više od 200 tjedana kontinuirano.
Povodom tri desetljeća glazbenog djelovanja, doprinosa popularnoj glazbi i prezentaciji Liburnijskog kraja i Opatije, sastav Bonaca nagrađen je 2007. g. godišnjom nagradom Grada Opatije. 2012. postao je počasni građanin Lovrana i dobio nagradu grada Opatije za životno djelo.

## Autorski rad
Autor je sljedećih pjesama:
- A ča sada - 00:02:51
- A ti pridi - 00:03:00
- Beli Cres i Lubenice - 00:03:24
- Beli, Cres i Lubenice 2000 - 00:03:18
- Beli, Cres i Lubenice / A ti pridi / Luna šeće po Kvarneru - 00:04:32
- Bonaca - 00:03:30
- Češanj i petersin - 00:02:00
- Dobra večer zlatni kraju / Kupil san motorku - 00:03:23
- Duet z Duleton 2004 - 00:04:15
- Duet z duleton - RMX - 00:04:10
- Hodi z manun va maškare - 00:03:42
- I on put i on put - 00:04:40
- Ja san Grobničan - 00:02:59
- Jelica - 00:03:00
- Kad zasope triještinka / Neverin / Ča su lipi / U konobi - 00:03:31
- Ki put se mi poprehtamo - 00:03:18
- Kupil san motorku - 00:03:00
- Laku noć - 00:03:00
- Limena glazba - 00:03:59
- Lopača, ča, ča, ča... - 00:03:26
- Lovran - 00:03:00
- Lovran, Lovran - 00:05:00
- Lovranske maškare 1999 - 00:02:34
- Lovranski bambusi - 00:03:07
- Ma ča će to mane - 00:03:00
- Mačak z Voloskega - 00:04:00
- Marija - 00:05:00
- Marija - 00:02:41
- Maškarana Opatija - 00:02:52
- Mića Pepa - 00:03:25
- Mići zvončari - 00:02:28
- Mix - Serenada Opatiji, Lovran, Che bella donna, Tu je jubav moj - 00:05:24
- Mix Amerika (Mama mia da mi cento lire,Merika merika merika,E la - 00:11:51
- Mix Roč (Si gremo za Opatiju,Toronjera,Mošćeničke maškare,Beli C - 00:22:38
- Moja je nona imela butigu - 00:03:00
- Moji škoji - 00:03:44
- Mrtvo drvo - 00:04:00
- Navadit ću te bordižat - 00:03:57
- Ne reči nikad rogi ribaru 1997 - 00:03:22
- Ne reči nikad rogi ribaru / Neću kuhat, neću prat / Bela udovica - 00:04:31
- Nona i mladić - 00:03:40
- Ona već ima neko leto - 00:05:54
- Opatija, Opatija - 00:03:00
- Opatijo, Opatijo - 00:04:00
- Opatijski brijač - 00:03:19
- Petrsin i češanj - 00:03:00
- Pod marunon 1998 - 00:02:28
- Pod Učkun - 00:03:00
- Polka Kvarnerina mix - Jelica - 00:00:29
- Polka Kvarnerina mix - Lovran, Lovran gradić mali - 00:00:29
- Potok - 00:03:24
- Potpouri D.J. - 00:05:58
- Prošeći se z manun po Kvarneru / Tribalo bi zakantat / Moji škoj - 00:04:23
- Pustil san ti trag - 00:03:13
- Rabac, Rabac - 00:04:00
- Rekli su istinu - 00:03:30
- Rožice moja - 00:03:35
- Sakidajna - 00:02:47
- Tebe vidin - 00:03:38
- Tebi je do mene stalo 1998 - 00:05:00
- Unconventional - 00:03:00
- Viljamova polka - 00:03:00
- Zadnji tranvaj za Lovran - 00:02:46
- Želim ti reći - 00:04:00

## Diskografija

### Singlice
- Opatijo,Opatijo (1977.)
- Mačak z Voloskega (1977.)

### Albumi
- Pod Učkun
- Ma va srce si mi ti
- 30 let (2008.)
- Cevul od porta (2012.)